# 殿方ごろし
『殿方ごろし』（とのがたごろし、イタリア語: Pane, amore e..., 「パンと恋と…」の意）は、1955年製作・公開、ディーノ・リージ監督によるイタリアの映画である。イタリア式コメディの1作で、『パンと恋と夢』、『パンと恋と嫉妬』のシリーズ完結篇である。

## 略歴・概要
本作は、1953年にティタヌスが製作・配給して同年12月22日、イタリア国内で公開されたルイジ・コメンチーニ監督の『パンと恋と夢』のヒットと高評価を受け、翌1954年12月6日に同様に公開された同監督による続篇『パンと恋と嫉妬』に次ぎ、さらに翌年の1955年、同シリーズの完結篇「パンと恋と…」（Pane, amore e...）として製作された。
本作に関しては、監督がルイジ・コメンチーニからディーノ・リージに、主演女優がジーナ・ロロブリジーダからソフィア・ローレンに刷新された。同年12月22日、同社が同社が配給して、イタリア国内で公開された。1956年6月22日 - 7月3日、西ドイツ（現在のドイツ）のベルリンでまで開催された第6回ベルリン国際映画祭に出品され、特設された最優秀ユーモラス特別賞を受賞した。同年のダヴィド・ディ・ドナテッロ賞では、ヴィットリオ・デ・シーカが主演男優賞、製作元のティタヌス代表のゴッフレード・ロンバルドが製作賞を受賞した。
日本では、『パンと恋と夢』『パンと恋と嫉妬』の続篇として連続的に劇場公開されることはなく、1963年12月7日、大映が配給して、原題の「パンと恋と…」（Pane, amore e...）とはかけ離れた『殿方ごろし』と題して、劇場公開した。日本でのビデオグラムは、2010年8月現在、未発売である。

## スタッフ
- エグゼクティヴプロデューサー : ニーノ・ミディアーノ （Nino Midiano [6]）
- プロデューサー : マルチェロ・ジロージ （Marcello Girosi [7]）
- 監督 : ディーノ・リージ
- 原作 : エットーレ・マリア・マルガドンナ （Ettore Margadonna）、マルチェロ・ジロージ、ディーノ・リージ、ヴィンセンツォ・タラリコ （Vincenzo Talarico）
- 脚本 : エットーレ・マリア・マルガドンナ
- 撮影 : ジュゼッペ・ロトゥンノ
- 美術 : ガストーネ・メディン （Gastone Medin [8]）
- 装置 : フェルディナンド・ルッフォ （Ferdinando Ruffo [9]）
- 編集 : マリオ・セランドレイ （Mario Serandrei）
- 音楽 : アレッサンドロ・チコニーニ （Alessandro Cicognini）

## キャスト
クレジット順
- ヴィットリオ・デ・シーカ - Marasciallo Carotenuto（吹替：川久保潔）
- ソフィア・ローレン - Donna Sofia, a Smargiassa（吹替：此島愛子）
- レア・パドヴァーニ （Lea Padovani） - Donna Violante Ruotolo
- アントニオ・チファリエッロ （Antonio Cifariello） - Nicola Pascazio, Nicolino
- ティナ・ピカ （Tina Pica） - Caramella
- マリオ・カロテヌート （Mario Carotenuto） - Don Matteo Carotenuto
- ジョーカ・ベレッティ （Yoka Berretty） - Erika
- ヴィルジリオ・リエント （Virgilio Riento） - Don Emidio
- クララ・クリスポ （Clara Crispo [10]）
- パスクァーレ・ミジアーノ （Pasquale Misiano [11]）
- アントニオ・ラ・ライナ （Antonio La Raina [12]） - Mayor of Sorrento
- ニーノ・インパラート （Nino Imparato [13]）
- ガエターノ・アウティエロ （Gaetano Autiero [14]）
- ファウスト・グエルツォーニ （Fausto Guerzoni）
- アッティリオ・トレッリ （Attilio Torelli [15]）

クレジット外
- ヴィットリア・クリスポ （Vittoria Crispo [16]） - Maria Antonia De Ritis, the mother

※日本語吹替：テレビ版・初回放送1973年1月22日『月曜ロードショー』

## 関連事項
- 1963年の日本公開映画
- イタリア式コメディ
- パンと恋と夢
- パンと恋と嫉妬
- ダヴィド・ディ・ドナテッロ賞 （en:David di Donatello）

## 註
1. 1 2 3 4 5 6 7  Scandal in Sorrento, Internet Movie Database （英語）, 2010年8月18日閲覧。
2. 1 2 3 4 5  殿方ごろし、キネマ旬報映画データベース、2010年8月18日閲覧。
3. 1 2 3 4  殿方ごろし、allcinema ONLINE, 2010年8月18日閲覧。
4. ↑  Bread, Love and Dreams - IMDb（英語）, 2010年8月18日閲覧。
5. ↑  Frisky - IMDb（英語）, 2010年8月18日閲覧。
6. ↑  Nino Midiano - IMDb（英語）, 2010年8月18日閲覧。
7. ↑  Marcello Girosi - IMDb（英語）, 2010年8月18日閲覧。
8. ↑  Gastone Medin - IMDb（英語）, 2010年8月18日閲覧。
9. ↑  Ferdinando Ruffo - IMDb（英語）, 2010年8月18日閲覧。
10. ↑  Clara Crispo - IMDb（英語）, 2010年8月18日閲覧。
11. ↑  Pasquale Misiano - IMDb（英語）, 2010年8月18日閲覧。
12. ↑  Antonio La Raina - IMDb（英語）, 2010年8月18日閲覧。
13. ↑  Nino Imparato - IMDb（英語）, 2010年8月18日閲覧。
14. ↑  Gaetano Autiero - IMDb（英語）, 2010年8月18日閲覧。
15. ↑  Attilio Torelli - IMDb（英語）, 2010年8月18日閲覧。
16. ↑  Vittoria Crispo - IMDb（英語）, 2010年8月18日閲覧。